# Flassans-sur-Issole
Flassans-sur-Issole is een gemeente in het Franse departement Var (regio Provence-Alpes-Côte d'Azur) en telt 2539 inwoners (2004). De plaats maakt deel uit van het arrondissement Brignoles.

## Geografie
De oppervlakte van Flassans-sur-Issole bedraagt 44,1 km², de bevolkingsdichtheid is 57,6 inwoners per km².
De onderstaande kaart toont de ligging van Flassans-sur-Issole met de belangrijkste infrastructuur en aangrenzende gemeenten.

## Demografie
Onderstaande figuur toont het verloop van het inwonertal (bron: INSEE-tellingen).